# Xinxing (köpinghuvudort i Kina, Hainan Sheng, lat 19,51, long 110,18)
Xinxing är en köpinghuvudort i Kina. Den ligger i provinsen Hainan, i den södra delen av landet, omkring 62 kilometer söder om provinshuvudstaden Haikou. Antalet invånare är 21 902. Befolkningen består av 10 508 kvinnor och 11 394 män. Barn under 15 år utgör 25,0 %, vuxna 15-64 år 64 %, och äldre över 65 år 10,0 %.
Runt Xinxing är det ganska tätbefolkat, med 230 invånare per kvadratkilometer. Närmaste större samhälle är Tuncheng, 18,3 km söder om Xinxing. I omgivningarna runt Xinxing växer i huvudsak städsegrön lövskog.
Genomsnittlig årsnederbörd är 2 294 millimeter. Den regnigaste månaden är september, med i genomsnitt 368 mm nederbörd, och den torraste är januari, med 20 mm nederbörd.